# (1441) Bolyai
(1441) Bolyai est un astéroïde de la ceinture principale.

## Description
(1441) Bolyai est un astéroïde de la ceinture principale. Il fut découvert le 26 novembre 1937 à l'observatoire Konkoly par György Kulin. Il présente une orbite caractérisée par un demi-grand axe de 2,63 UA, une excentricité de 0,24 et une inclinaison de 13,9° par rapport à l'écliptique.

## Compléments